# Mickaël Bourgain
Pour les articles homonymes, voir Bourgain.
Mickaël Bourgain, né le 28 mai 1980 à Boulogne-sur-Mer est un ancien coureur cycliste professionnel sur piste.

## Biographie
Mickaël Bourgain commence le cyclisme sur le tard. Il essaye alors la piste et se fait remarquer au cours d'une de ses premières épreuves. Sans préparation, il bat tous les juniors de l'équipe de France. Il intègre le centre de formation de Hyères et quitte sa famille. Il gagne une manche de la Coupe du Monde de vitesse Juniors en 1998, c'est son premier résultat international.
En 1999, il signe un contrat avec l'équipe Cofidis et l'année suivante à vingt ans, il remporte le classement de la coupe du monde de vitesse. En 2003, il remporte le titre de champion de France du kilomètre. Il intègre l'équipe de France de vitesse en 2004 et remporte son premier titre mondial à Melbourne associé à Laurent Gané et Arnaud Tournant. Il prend la médaille de bronze de la discipline à Athènes, battu par les Allemands et les Japonais. Il remporte encore trois titres de Champion du monde de vitesse par équipes en 2006, 2007 et 2009. Il devient vice-champion de vitesse en 2005 après sa défaite face à René Wolff. Il remporte à deux reprises la médaille de bronze en vitesse lors des championnats du monde 2007 et 2008.
Lors des Jeux olympiques d'été de 2008 de Pékin, il participe à l'épreuve de la vitesse par équipe lors du premier tour. Il remplace alors Arnaud Tournant qui avait été dans l'équipe lors du tour de qualification. Pour la finale, c'est finalement Tournant qui est de nouveau aligné face à la Grande-Bretagne, privant ainsi Bourgain de la médaille d'argent. Les remplaçants ne figurent pas au palmarès, même s'ils ont participé à l'épreuve lors de la compétition.
Il participe ensuite au tournoi de vitesse. Après avoir battu le Néerlandais Theo Bos en quart de finale, il perd en deux manches face au futur champion olympique Chris Hoy. Lors de la finale pour la troisième place, il bat l'Allemand Maximilian Levy en trois manches.
Il devient pour la quatrième fois Champion du monde de vitesse par équipes en 2009.
En 2012, pour les Jeux olympiques de Londres, il est retenu pour le keirin, mais aussi dans l'équipe de France de cyclisme sur route aux côtés de Sylvain Chavanel, Arnaud Démare et Tony Gallopin. En effet, le règlement stipule qu'il est nécessaire pour être en lice dans le keirin d'être engagé dans une autre épreuve de piste ou une autre discipline.
En parallèle de sa reconversion professionnelle, il prend une licence en tant que coureur 3e catégorie en 2017, sous les couleurs de la Roue d'or de Brignoles. Avec son nouveau club, il prend notamment la neuvième place du Tour du Centre-Var, au mois de février.

## Palmarès

### Jeux olympiques
| - Athènes 2004 - Médaillé de bronze de la vitesse par équipes - 4e du keirin - 8e de la vitesse individuelle - Pékin 2008 - Médaillé d'argent de la vitesse par équipes (avec Grégory Baugé, Arnaud Tournant et Kévin Sireau) - Médaillé de bronze de la vitesse individuelle | - Londres 2012 - 8e du keirin - Abandon sur la course en ligne |

### Championnats du monde
| - Berlin 1999 - 7e de la vitesse individuelle - Manchester 2000 - 5e de la vitesse individuelle - 10e du keirin - Stuttgart 2003 - Médaillé d'argent de la vitesse par équipes - 5e du keirin - Melbourne 2004 - Champion du monde de vitesse par équipes - 5e de la vitesse individuelle - Los Angeles 2005 - Médaillé d'argent de la vitesse individuelle - Bordeaux 2006 - Champion du monde de vitesse par équipes - 4e du keirin - 4e de la vitesse individuelle | - Palma de Majorque 2007 - Champion du monde de vitesse par équipes - Médaillé de bronze de la vitesse individuelle - 4e du keirin - Manchester 2008 - Médaillé de bronze de la vitesse individuelle - Pruszkow 2009 - Champion du monde de vitesse par équipes - 7e de la vitesse individuelle - Apeldoorn 2011 - Médaillé de bronze de la vitesse individuelle - 9e du keirin - Melbourne 2012 - 4e du keirin |

### Coupe du monde
| - 1999 - 1er de la vitesse à Cali - 1er de la vitesse par équipes à Cali (avec Arnaud Tournant et Vincent Le Quellec) - 2000 - Classement général de la vitesse - 1er de la vitesse par équipes à Mexico (avec Arnaud Tournant et Arnaud Dublé) - 1er de la vitesse à Ipoh - 1er de la vitesse par équipes à Ipoh (avec Arnaud Dublé et Jérôme Hubschwerlin) - 2e de la vitesse à Mexico - 3e du keirin à Turin - 2002 - 2e de la vitesse par équipe à Sydney - 3e de la vitesse à Sydney - 2003 - 1er de la vitesse au Cap - 2004 - 1er de la vitesse à Aguascalientes - 1er de la vitesse par équipes à Aguascalientes - 1er du keirin à Aguascalientes - 2004-2005 - Classement général de la vitesse - 1er de la vitesse à Los Angeles - 1er de la vitesse à Manchester | - 2005-2006 - 1er de la vitesse par équipes à Los Angeles - 2006-2007 - 1erde la vitesse à Sydney - 2008-2009 - 1er de la vitesse par équipes à Pékin - 2e de la vitesse à Copenhague - 2e de la vitesse par équipes à Copenhague - 3e de la vitesse par équipes à Cali - 3e de la vitesse à Cali - 2010-2011 - 3e du keirin à Melbourne - 2011-2012 - 3e de la vitesse par équipes à Astana - 3e du keirin à Londres |

### Championnats d'Europe
- Apeldoorn 2011
  -   Médaillé d'argent de la vitesse par équipes

### Championnats de France
| - 2003 - Champion de France du kilomètre - 2e de la vitesse - 2e du keirin - 2004 - Champion de France du keirin - 3e de la vitesse - 2005 - Champion de France du keirin - 2e de la vitesse - 2006 - 3e du keirin - 2007 - 3e de la vitesse | - 2008 - 3e de la vitesse - 2009 - Champion de France du keirin - 2010 - 2e de la vitesse - 2011 - 2e du keirin - 3e de la vitesse - 2012 - 2e de la vitesse - 3e du keirin |

## Distinctions
Officier de l'ordre national du Mérite